# Forestburg (Dakota del Sur)
Forestburg es un lugar designado por el censo ubicado en el condado de Sanborn en el estado estadounidense de Dakota del Sur. En el Censo de 2010 tenía una población de 73 habitantes y una densidad poblacional de 45,24 personas por km².

## Geografía
Forestburg se encuentra ubicado en las coordenadas 44°1′6″N 98°6′0″O / 44.01833, -98.10000. Según la Oficina del Censo de los Estados Unidos, Forestburg tiene una superficie total de 1.61 km², de la cual 1.56 km² corresponden a tierra firme y (3.37%) 0.05 km² es agua.

## Demografía
Según el censo de 2010, había 73 personas residiendo en Forestburg. La densidad de población era de 45,24 hab./km². De los 73 habitantes, Forestburg estaba compuesto por el 95.89% blancos, el 0% eran afroamericanos, el 0% eran amerindios, el 0% eran asiáticos, el 0% eran isleños del Pacífico, el 0% eran de otras razas y el 4.11% pertenecían a dos o más razas. Del total de la población el 0% eran hispanos o latinos de cualquier raza.